# 小河街道
小河街道，中国浙江省杭州市拱墅区所辖街道，位于拱墅区中西部处京杭大运河两侧, 东邻上塘镇，西与祥符镇相连，南与湖墅街道、西湖区西溪街道为界，北与拱宸桥街道、和睦街道接壤，内有小河直街历史保护街区。小河街道因境内运河的支流小河而得名。辖区占地面积约5.8平方公里，总人口约5.2万人。邮政编码：310011。

## 辖区
小河街道现辖：大浒路社区、紫荆家园社区、长征桥社区、小河社区、明真宫社区、董家新村社区、娑婆桥社区、余杭塘路社区、塘河新村社区。